# Josep Bartolí Montoliu
Josep Bartolí Montoliu (Barcelona, 10 de desembre de 1930 - Barcelona, 28 d'octubre de 2018) va ser un dirigent esportiu català.
Soci número 8 del Club Esportiu Europa, l'any de l'ascens a Segona Divisió, la temporada 1962/1963, apareixen les seves primeres referències com a directiu del club, llavors dins la junta de l'expresident Juan Zalacaín. Més endavant, entre els anys 1995 i 1996 i entre 1998 i 1999, arribà a ser-ne el president, tot i que com a vicepresident va ser home fort del club durant gairebé tota aquesta dècada. Ha estat un dels grans impulsors dels diferents canvis que va patir l'entitat en aquella etapa. Durant el seu mandat, amb l'equip a tercera divisió, el club s'adjudicà dues vegades la Copa Catalunya de futbol masculina.
Potencià el futbol base. Va rebre la medalla al mèrit esportiu de la Federació Catalana de Futbol i del premi Forjador de la Història Esportiva de Catalunya. El juny del 2010 fou nomenat soci d'honor de l'entitat esportiva. En els actes del centenari del club li van atorgar també dues distincions: la insígnia a la fidelitat pels seus cinquanta anys de carnet el 2009, i el 2010 la de soci d'honor. El seu darrer acte social fou la presentació del Grup d'Història Ramon Vergés a la fi del 2017.